# Nothodes
Nothodes là một chi bọ cánh cứng trong họ 
Elateridae.
Chi này được miêu tả khoa học năm 1861 bởi LeConte.

## Các loài
Các loài trong chi này gồm:
- Nothodes dubitans (LeConte, 1853)
- Nothodes marginicollis (Lewis, 1894)
- Nothodes parvulus (Panzer, 1799)